# Quercus macrocalyx
Espèce
Synonymes
- Cyclobalanopsis austroyunnanensis Hu[2]
- Cyclobalanopsis fleuryi (Hickel & A.Camus) W.T.Chun[2]
- Cyclobalanopsis macrocalyx (Hickel & A.Camus) M.Deng & Z.K.Zhou[2]
- Cyclobalanopsis nengpulaensis H.Li & Y.C.Hsu[2]
- Quercus fleuryi Hickel & A.Camus[2]
- Quercus megalocarpa A.Camus[2]
- Quercus tsoi Chun ex Menitsky[2]

Statut de conservation UICN

 LC  : Préoccupation mineure
Quercus macrocalyx est une espèce de chênes du sous-genre Cyclobalanopsis. L'espèce est présente en Chine, au Laos, en Thaïlande, et au Viêt Nam.

## Liste des variétés
Selon Tropicos (5 janvier 2020) :
- variété Quercus macrocalyx var. tomentosa F.P. Metcalf

## Publication originale
- Hickel et A. Camus, « Les Chênes d'Indo-Chine », Annales des Sciences Naturelles - Botanique - Série 10, vol. 3,‎ 1921, p. 377-409 (lire en ligne).